# پلیا
پلیا یا در ایران خزه پلیا، یک سرده کوچک اما گسترده از جگرواشان در مناطق خنک و معتدل نیمکره شمالی است. به راسته (زیست‌شناسی) Pelliales طبقه‌بندی می‌شود و عضوی از خانواده (زیست‌شناسی) Pelliaceae در آن راسته است.
Süsswassertang، گیاهی که در آکواریوم رشد می‌کند، زمانی به عنوان Pellia endiviifolia در نظر گرفته می‌شد، اما اکنون به عنوان گامتوفیت نامشخص از گونه‌های Lomariopsis، نوعی سرخس شناخته می‌شود.

## گونه‌ها
طبقه‌بندی بر اساس کار سودستروم و همکاران. 2016
- Pellia cordaeana Trevisan 1877
- Pellia crispa Kummer 1875
- Pellia gottscheana Kreh 1909
- Pellia longifolia Kummer 1875
- Pellia undulata Kummer 1875
- (Apopellia) Grolle 1983a
  - P. (A.) alpicola (Schuster 1991) Damsholt 2007
  - P. (A.) endiviifolia (Dickson 1801) Dumortier 1835
  - P. (A.) megaspora Schuster 1981
- (پلیا) رادی ۱۸۱۸
  - P. (P.) appalachiana Schuster 1991
  - P. (P.) epiphylla (Linnaeus 1753) Corda 1829
    - ص (ص) ه. borealis (Lorbeer 1934) Messe 1981
    - ص (ص) ه. epiphylla Messe 1981

  - P. (P.) neesiana (Gottsche 1867) Limpricht 1876
    - P. (P.) n. کلمبیانا (کراجینا و بریشاو) شوستر
    - P. (P.) n. neesiana (Gottsche 1867) Limpricht 1876